# Атамян, Шарль
Шарль (Гарабед) Атамян (фр. Charles (Garabed) Atamian, арм. Շառլ Կարապետ Ադամեան; 18 сентября 1872 ― 30 июля 1947) ― французский художник армянского происхождения.

## Биография
Гарабед Атамян был вторым из пяти детей Мигирдича Атамяна, ювелира и музыканта, и Марии Афкерян. Учился в армянской школе в районе Галата в европейской части Стамбула, позднее перешёл в местную французскую школу. Позднее продолжил своё образование в армянской школе в Сан-Ладзаро-дельи-Армени в Венеции. Между 1887 и 1893 годами брал уроки у профессора Антонио Паолетти. Некоторое время обучался в Академии изящных искусств, но был вынужден возвратиться в Стамбул, не окончив курса. Работал главным дизайнером на фарфоровом заводе города с 1894 по 1896 год. Ряд его фарфоровых тарелок с подписью «Атам» в настоящее время выставлены в Дворце Топкапы. На тарелках нарисованы портреты Махмуда II, Селима и Абдула Меджида.

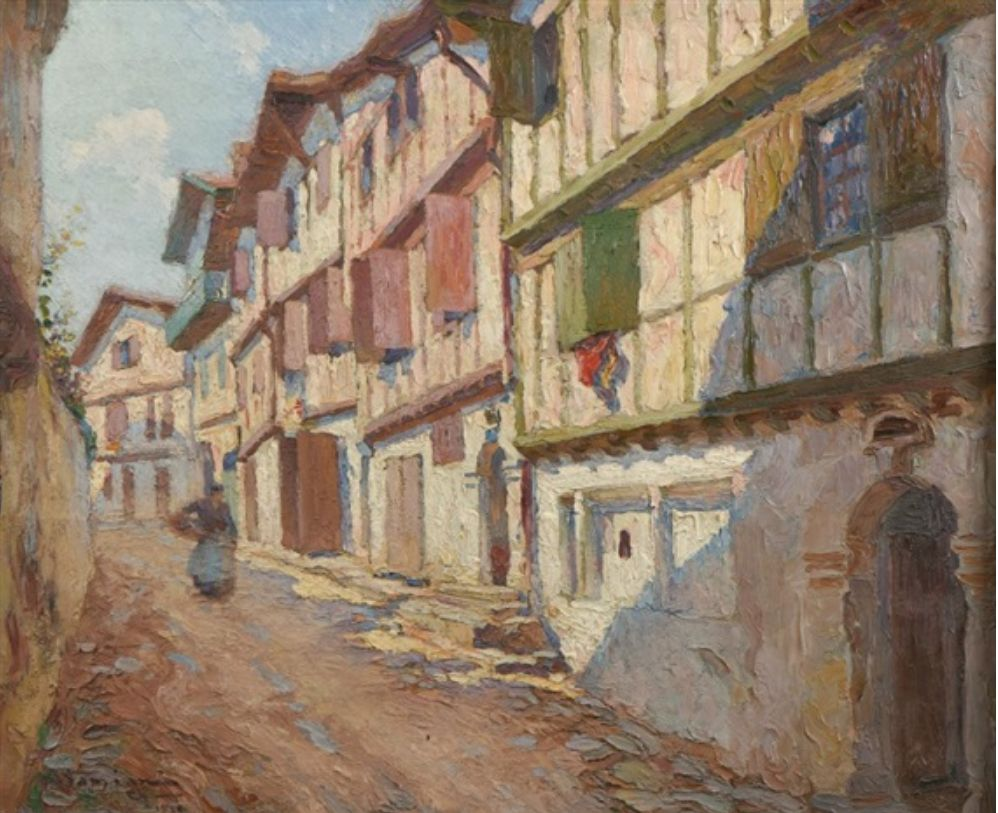

Атамян открыл свою первую выставку до начала гамидских погромов армян в Стамбуле. В результате неблагоприятной политической обстановки его работы не получили большого внимания. Атамян был вынужден искать убежища в Париже в 1897 году. Там он вскоре проиллюстрировал около 150 книг, включая издания таких известных писателей, как Анатоль Франс, Ги де Мопассан, Анри Бордо, Рене Базин и т. д..
Атамян продолжал заниматься иллюстрированием книг и журналов. Он работал с ведущими французскими печатными изданиями, такими как L'Illustration и Le Monde illustré. Он также работал над декорациями для театральных постановок. Первая его картина была выставлена в Осеннем салоне в 1903 году.
С 1903 года Атамян принимал участие в различных выставках с огромным успехом. Особенно следует отметить успех его пейзажей и портретов, показанных на ежегодных выставках Национального общества художников в Париже. В 1923 году он уехал на лето в Сен-Жиль-сюр-Ви в Вандее. Туда он впоследствии возвращался регулярно вплоть до 1939 года. Большая часть его работ были написаны в этой летней резиденции, а картины пляжа укрепили его репутацию художника. Атамян стал постоянным членом Национального общества художников в 1927 году.
Выставки его картин проходили в Париже в галерее Аллард в 1921 году и в галерее Жорж Пети в 1923 и 1935 году; в Брюсселе в 1925 году, в Страсбурге в 1926 году, в галерее Саймонсона в 1928 и 1930 годах, а также в галерее Розенталя в 1936 году. Супруга художника умерла в 1941 году. В том же году, почувствовав первые симптомы болезни, Атамян перестал рисовать, но продолжил организовывать выставки. Последняя его известная работа ― автопортрет, датированный 1941 годом. Художник скончался 30 июля 1947, находясь в своей мастерской. После смерти многие его картины экспонировались в разных городах Европы, США и Японии, а также воспроизводились в открытках. Внучка художника завещала 42 картины коммуне Сен-Жиль-Круа-де-Ви в 1995 году.